# 91e division d'infanterie (Empire allemand)
La 91e division d'infanterie est une unité de l'armée allemande créée en 1916 qui participe à la Première Guerre mondiale. Elle est stationnée durant la presque totalité du conflit sur le front de l'est. La division, de faible valeur combattante, est principalement employée comme unité d'occupation en Ukraine. En septembre 1918, elle est transférée sur le front de l'ouest ou elle occupe un secteur du front en Alsace jusqu'à la fin du conflit. La division est dissoute au cours de l'année 1919.

## Première Guerre mondiale

### Composition

#### 1916
- 175e brigade d'infanterie de Landwehr

33e régiment d'infanterie de Landwehr
349e régiment d'infanterie de Landwehr
350e régiment d'infanterie de Landwehr
- 3e escadron du 5e régiment de cuirassiers

#### 1917
- 175e brigade d'infanterie de Landwehr

37e régiment d'infanterie de Landwehr
349e régiment d'infanterie de Landwehr
437e régiment d'infanterie
- 3e escadron du 12e régiment de chasseurs à cheval
- 277e régiment d'artillerie de campagne
- 91e bataillon de pionniers

#### 1918
- 175e brigade d'infanterie de Landwehr

37e régiment d'infanterie de Landwehr
349e régiment d'infanterie de Landwehr
437e régiment d'infanterie
- 2e escadron du 10e régiment de dragons
- 277e régiment d'artillerie de campagne
- 91e bataillon de pionniers

### Historique

#### 1916
- août - 4 novembre : mouvement vers le front, occupation d'un secteur au nord de la voie ferrée reliant Kovel à Sarny. Combats violents durant cette période.

#### 1917
- 4 novembre 1916 - 18 février 1918 : occupation d'un secteur en Volhynie le long du Styr et le long la voie ferrée reliant Kovel à Sarny. Au cours de cette période, le 350e régiment de Landwehr est remplacé par le 437e régiment d'infanterie. À partir du mois de novembre 1917, la division n'occupe plus de secteur du front, plusieurs de ses éléments renforcent les lignes tenues par les troupes austro-hongroises.

#### 1918
- 18 février - 15 septembre : la division est en Ukraine.

7 - 8 mars : combats vers Kharkov.
9 - 11 mars : combats autour de Bakhmatch.
21 mars : combat de Romny.
8 avril : prise de Kharkov.
1er mai : prise de Millerovo.
22 juin - 15 septembre : la division retourne en Ukraine et occupe une partie du territoire.
- 15 - 28 septembre : concentration et transport par V.F. vers le front de l'ouest.
- 28 septembre - 11 novembre : mouvement vers le front, occupation d'un secteur en Alsace dans la région de Mulhouse. Après la signature de l'armistice, la division est transférée en Allemagne où elle est dissoute au cours de l'année 1919.

## Chefs de corps
| Grade                  | Nom                        | Date                           |
| ---------------------- | -------------------------- | ------------------------------ |
| General der Infanterie | Hermann Clausius (de)      | août 1916 - 5 octobre 1918     |
| Generalmajor           | Ludwig von Friedeburg (de) | 5 octobre 1918 - décembre 1918 |